# Eidgenössische Volksinitiative «1:12 – Für gerechte Löhne»

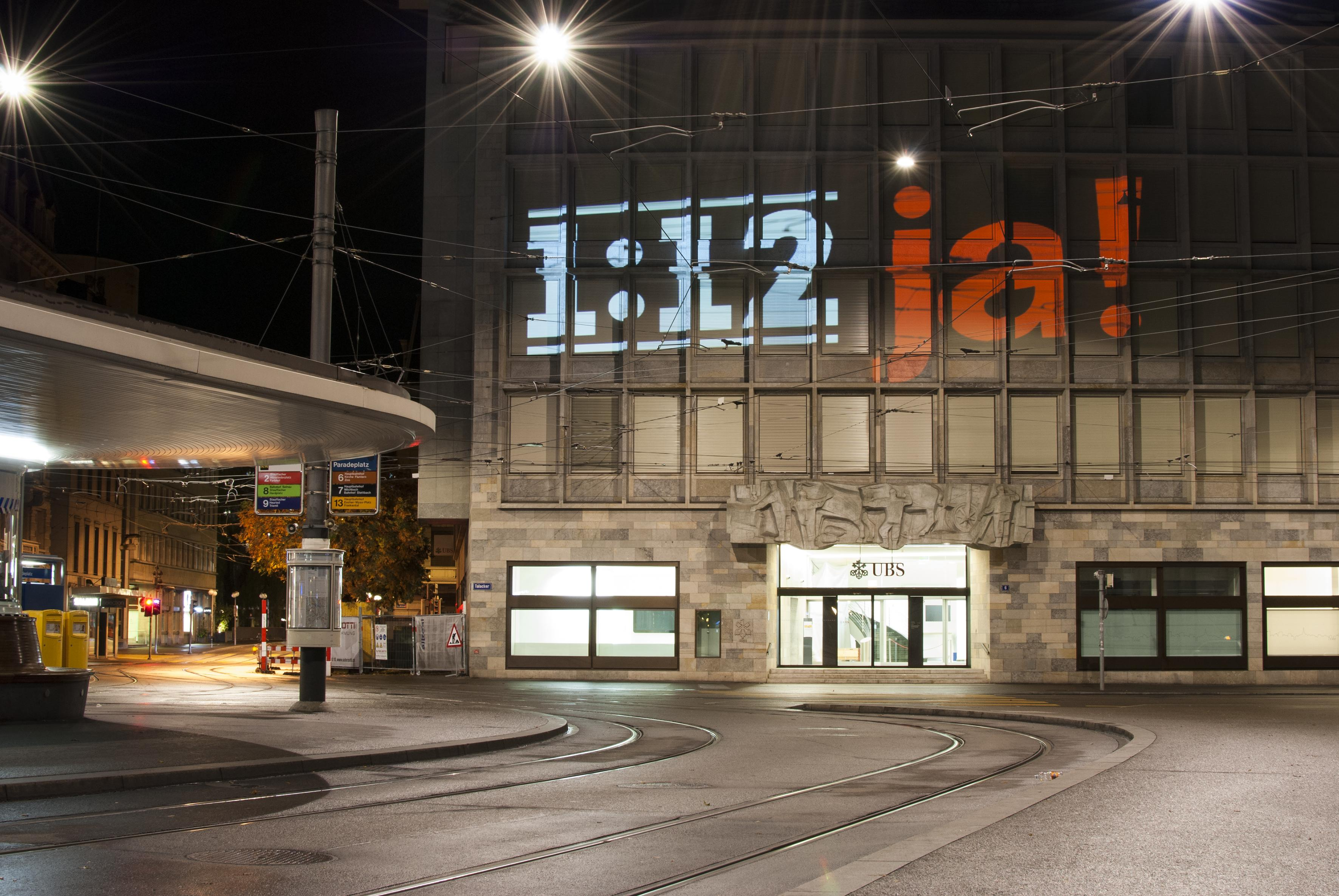
Nächtliche Projektion «1:12 ja!» auf den damaligen Sitz der Bank Credit Suisse am Paradeplatz in Zürich

Die eidgenössische Volksinitiative «1:12 – Für gerechte Löhne» war eine Volksinitiative der Jungsozialisten und Jungsozialistinnen zur Änderung der Schweizer Bundesverfassung. Das Volksbegehren forderte, dass niemand mehr als zwölfmal soviel verdienen darf wie die schlechtestbezahlten Mitarbeiter im selben Unternehmen. In der Abstimmung am 24. November 2013 wurde die Initiative deutlich abgelehnt.

## Initiative

### Einreichung
Die 1:12-Initiative wurde am 6. Oktober 2009 im Bundesblatt veröffentlicht und befand sich bis 6. April 2011 in der Sammelphase. Mit 113'005 gültigen Unterschriften wurde sie am 21. März 2011 bei der Bundeskanzlei eingereicht.

### Wortlaut
Die Initiative hatte folgenden Wortlaut:
Die Bundesverfassung wird wie folgt geändert:
Art. 110a (neu) Lohnpolitik
1 Der höchste von einem Unternehmen bezahlte Lohn darf nicht höher sein als das Zwölffache des tiefsten vom gleichen Unternehmen bezahlten Lohnes. Als Lohn gilt die Summe aller Zuwendungen (Geld und Wert der Sach- und Dienstleistungen), welche im Zusammenhang mit einer Erwerbstätigkeit entrichtet werden.
2 Der Bund erlässt die notwendigen Vorschriften. Er regelt insbesondere:
a. die Ausnahmen, namentlich betreffend den Lohn für Personen in Ausbildung, Praktikantinnen und Praktikanten sowie Menschen mit geschützten Arbeitsplätzen;
b. die Anwendung auf Leiharbeits- und Teilzeitarbeitsverhältnisse.
II
Die Übergangsbestimmungen der Bundesverfassung werden wie folgt ergänzt:
Art. 197 Ziff.8 (neu)
8. Übergangsbestimmung zu Art. 110a
(Lohnpolitik)

## Abschätzung der Folgen
Die Folgen einer Annahme wurden im Abstimmungskampf kontrovers diskutiert. Verschiedene Studien wurden dazu vorgelegt:
Im Auftrag des Gewerbeverbandes verfasste Christian Keuschnigg von der Universität St. Gallen eine Studie. Demnach würde die Annahme der Volksinitiative im schlimmsten Fall Steuer- und Abgabenausfälle von bis zu 1,6 Milliarden Franken bei der direkten Bundessteuer und bis zu 2,5 Milliarden bei den Beiträgen zur AHV verursachen. Dabei seien Auswirkungen auf kantonaler Ebene noch nicht berücksichtigt.
Eine von den Initianten vorgelegte Studie geht davon aus, dass 2500 Topverdiener betroffen seien und 60 bis 100 Prozent der rund 2,5 Milliarden Franken der bei den Topverdienern eingesparten Lohnsumme an die unteren Einkommen zurückverteilt werde. Rechne man alle Effekte zusammen, so ergäben sich jährlich maximal 50 Millionen Franken Ausfall bei der AHV, aber mindestens ebenso viel Mehreinnahmen bei den Steuern.
Eine unabhängige Studie der KOF Konjunkturforschungsstelle der ETH Zürich (KOF) kommt zu dem Schluss, dass die mögliche Auswirkung des Volksbegehrens nicht bezifferbar seien. Im Falle einer Annahme wären von den schweizweit rund 313'000 Unternehmen etwa 1200 Unternehmen mit total 4400 Spitzenverdienern betroffen. Gemäss der KOF-Berechnung läge die Lohnobergrenze nach der Annahme der Initiative bei 664'000 Franken. Es würden etwa 1,5 Milliarden Franken an Löhnen freiwerden, was 0,5 Prozent der gesamten Lohnsumme in der Schweiz entspräche.

## Abstimmungsparolen
Die Initiative wurde von der SP, den Grünen, den Schweizer Demokraten, der CSP und dem Schweizerischen Gewerkschaftsbund unterstützt.
Abgelehnt wurde sie von der SVP, der FDP, der CVP, der BDP, der GLP und der EVP sowie vom Schweizerischen Arbeitgeberverband, vom Schweizerischen Gewerbeverband und von Economiesuisse.
Ausserdem lehnten der Nationalrat, der Ständerat und der Bundesrat die Initiative ab.

## Abstimmungsresultat
Das Volksbegehren wurde bei einer Stimmbeteiligung von 53 % mit 65,3 % der Stimmen deutlich abgelehnt. Kein Kanton nahm die Initiative an.
Am wenigsten Zustimmung fand die Vorlage im Kanton Zug, wo sie nur von 22,96 % der Stimmenden angenommen wurde, am meisten im Kanton Tessin, wo sie von 49,03 % der Stimmenden und in 6 von 8 Bezirken befürwortet wurde. Weitere Schweizer Bezirke mit Mehrheiten für die Initiative waren die Freiberge im Kanton Jura, der damalige Neuenburger Bezirk La-Chaux-de-Fonds, sowie die wie das Tessin ebenfalls italienischsprachige Region Moesa im Kanton Graubünden.